# 南德德-瓦加拉
南德德-瓦加拉（Nanded-Waghala），是印度马哈拉施特拉邦Nanded县的一个城镇。总人口430598（2001年）。

## 人口
该地2001年总人口430598人，其中男性224766人，女性205832人；0—6岁人口64229人，其中男33242人，女30987人；识字率69.87%，其中男性为76.30%，女性为62.85%。